# Cordelia Chase
Cordelia Chase è un personaggio della serie televisiva Buffy l'ammazzavampiri e co-protagonista dello spin-off Angel, interpretato da Charisma Carpenter. Compare nelle prime tre stagioni di Buffy e nelle prime quattro stagioni di Angel, facendo un'ultima apparizione nell'episodio Bentornata della quinta stagione.

## Biografia del personaggio

### Buffy l'ammazzavampiri

#### Prima stagione
Cordelia Chase è una bella, ricca e snob cheerleader e reginetta del Sunnydale High, la scuola superiore della cittadina californiana di Sunnydale. È la ragazza più popolare della scuola, corteggiata dai ragazzi più virili e amica delle ragazze più trendy. Il suo passatempo preferito (a parte lo shopping) è prendersi gioco degli sfigati della scuola; in particolar modo di Xander Harris e Willow Rosenberg, etichettati da lei come "falliti".
Non appena conosce Buffy Summers al suo primo giorno di scuola, cerca di portarla dalla sua parte per farla entrare nel suo gruppo di oche superficiali, ma Buffy stringe amicizia con Xander e Willow, ignorandola del tutto.
All'inizio Cordelia non ha nulla a che fare con la lotta ai vampiri, e non sa neanche che Buffy è la cacciatrice. Lo scoprirà verso la fine della prima stagione, in cui (con l'aiuto della professoressa Calendar, Willow e il signor Giles) impedirà l'apertura della Bocca dell'Inferno, situata nelle viscere della biblioteca della scuola.

#### Seconda stagione
All'inizio della seconda stagione Cordelia conserva la sua popolarità ma inizia a partecipare sempre più spesso nella lotta contro le forze del male che popolano Sunnydale.
Nell'episodio Pezzi di ricambio, la sua testa rischia di divenire l'ornamento più prezioso di un cadavere assemblato che dovrà andare in sposa a una sorta di Frankenstein; in Festa Macabra, viene rapita (assieme a Buffy) da una congrega di invasati studenti universitari per essere offerta ad un orrido demone divora uomini e in Halloween, aiuta involontariamente ed inconsciamente gli Scoobies a salvare i bambini della città che si sono misteriosamente tramutati nei costumi che indossano.
Durante la seconda stagione Cordelia sarà sempre più vicina ai 3 protagonisti, diventando anch'essa una di loro. Inoltre, viene spesso coinvolta negli avvenimenti che accadono nella cittadina di Sunnydale: nell'episodio Uova cattive viene posseduta insieme a Willow da strani esseri che vivono dentro delle uova; nell'episodio Caccia All'Uomo, Cordelia sarà l'unica donna a non essere colpita da un incantesimo d'amore lanciato da una strega del Liceo per vendicarsi della stessa, su richiesta di Xander, il quale verrà aiutato poi da Cordelia per non essere "sbranato" dalla furia d'amore di tutte le ragazze di Sunnydale.
Cordelia inizia a provare dell'attrazione per Angel, il vampiro fidanzato di Buffy, anche se lui è totalmente devoto alla fidanzata. Tuttavia Buffy ha percepito in Cordelia una minaccia nel rapporto tra lei e Angel, avendo il sospetto che quest'ultimo in parte ricambia l'attrazione che Cordelia nutre per lui.
Una svolta decisiva per il personaggio di Cordelia ci sarà nell'episodio L'unione fa la forza (1ª parte), in cui dopo esser stata attaccata da uno di tre demoniaci assassini infernali (evocati da Spike e Drusilla per uccidere Buffy), si rifugia nel seminterrato di casa Summers con Xander, con cui si scambierà un focoso bacio che darà il via ad una specie di relazione sentimentale tra i due.
In principio, Cordelia sarà decisamente riluttante all'idea di fidanzarsi ufficialmente con Xander, per non compromettere la sua immagine di popolare reginetta della scuola. E difatti per un po' di tempo la relazione con Xander sarà fatta soltanto di fugaci baci rubati negli stanzini della scuola. Dopo essersi mollati e ripresi proverà anche un po' di gelosia nei confronti di Buffy quando il ragazzo le starà accanto in seguito al cambiamento di Angel in Angelus. Con il concludersi della stagione Cordelia e Xander diventeranno effettivamente una coppia.

#### Terza stagione
Nella terza stagione Cordelia è ormai un membro principale della Scooby Gang e durante l'assenza di Buffy in seguito agli eventi finali della stagione precedente, aiuterà Xander, Willow e Oz a tenere a bada i vampiri della città.
Con la terza stagione inizia l'ultimo anno del liceo e una parte del carattere snob e competitivo di Cordelia riemergerà nell'episodio Il ballo di fine corso, quando inizierà una sfida con Buffy per ottenere voti ed essere eletta reginetta del ballo di inizio corso.
Il suo momento peggiore arriverà però nell'episodio Il sentiero degli amanti, quando dopo essere accorsa in aiuto di Xander rapito insieme a Willow dal vampiro Spike (una vecchia conoscenza della stagione due) lo troverà tra le braccia della ragazza mentre si scambiano un tenero bacio. Rimarrà anche ferita al fianco, ma il dolore fisico sarà niente in confronto a quello morale.
Cordelia sarà poi protagonista nell'episodio Il Desiderio, in cui è così adirata e sofferente da attirare l'attenzione di Anyanka, demone della vendetta con la specializzazione nelle donne tradite, che spingendola a esprimere un desiderio darà vita ad una versione alternativa e molto più cupa della loro cittadina: Cordelia si ritroverà in una Sunnydale infestata dai vampiri non appena il sole tramonta, dato che Buffy non vi ha mai messo piede; viene a sapere dalla sua ex amica Harmony che sia Xander che Willow sono morti, per poi scoprire che in realtà sono due vampiri, i pupilli del Maestro, che non è mai morto in questo universo parallelo. Ci sarà anche Angel, che verrà ucciso da Xander, dopo che questo e Willow uccidono anche la stessa Cordelia. Una volta che la realtà viene riportata alla normalità, Cordelia cercherà di dimenticare definitivamente Xander.
Cercherà di recuperare la sua popolarità, ma ciò risulterà impossibile dopo aver frequentato per un lungo tempo Buffy e i suoi amici Xander e Willow.
Cordelia sarà fondamentale nell'episodio Le streghe di Sunnydale, in cui sarà lei a salvare Buffy e Willow da un rogo allestito dalle loro stesse madri insieme ad altri adulti di Sunnydale; infatti dopo aver fatto riprendere i sensi al Signor Giles, che era precedentemente svenuto, arriverà nel luogo del falò appena in tempo per irrigare l'intera stanza e spegnere il fuoco per salvare la situazione.
Capendo di non aver mai amato Xander e che era semplicemente attratta da lui per via dei pericoli che insieme affrontavano, in seguito svilupperà una forte attrazione per Wesley Wyndam-Price, il nuovo Osservatore di Buffy, ma il tutto si risolverà con un unico ed imbarazzante bacio.
Un'altra tragedia si abbatterà su Cordelia quando suo padre perderà tutti i soldi dopo essere stato denunciato per evasione fiscale («little mistake on his taxes... for the last twelve years», «un piccolo errore nella dichiarazione delle tasse... per gli ultimi dodici anni»), e la ragazza dovrà cercarsi un lavoro se vuole riuscire almeno a comprarsi un abito per il ballo di fine corso.
Nel finale di stagione (La sfida parte 1 e La sfida parte 2) Cordelia parteciperà alla Battaglia di Sunnydale durante la festa dei diplomi e combatterà a fianco di Buffy e degli altri ragazzi per sconfiggere il sindaco Richard Wilkins intenzionato a diventare un demone completo il giorno della consegna dei diplomi. La battaglia si concluderà con la vittoria dei ragazzi, soddisfatti di essere sopravvissuti al liceo.

### Angel

#### Prima stagione
Nonostante la sua intelligenza e pur essendo stata accettata in università come la Columbia University, non è in grado di permettersi il college e pertanto si trasferisce a Los Angeles per tentare la carriera di attrice. Incontra Angel a un party ad Hollywood dove finge di avere successo, mentre è in realtà al verde oltre a vivere in uno squallido appartamento. Russell Winters, un uomo d'affari molto influente, le offre la sua amicizia, con l'apparente intenzione di aiutarla nella sua carriera, ma lui in realtà è un vampiro; vuole ucciderla solo per divertimento. Angel la salva e uccide Russel in modo che egli non possa più rappresentare una minaccia per Cordelia.
La ragazza scopre da Allen Francis Doyle, veggente che aiuta Angel, che quest'ultimo è il nuovo campione delle Forze dell'Essere, dunque a Cordelia viene in mente un'idea: aprire un'agenzia di sicurezza privata, la Angel Investigations, potranno aiutare le persone anche dietro pagamento, lei si offre come segretaria di Angel il quale la stipendierà in attesa di debuttare come attrice. Anche se Cordelia ci tiene ad aiutare la gente, contrariamente a Angel che preferirebbe elargire i suoi servizi senza chiedere in cambio dei profitti, Cordelia preferisce condurre l'attività in modo da favorire il fatturato.
Doyle si innamora di Cordelia, aiuta la ragazza a trovare una casa più bella, scoprendo che è infestata dallo spirito di Dennis, che Cordelia impara ad accettare come una sorta di coinquilino. Cordelia inizia a capire di ricambiare i sentimenti di Doyle ma il loro amore si conclude prima ancora di sbocciare quando Doyle muore per salvare Cordelia e Angel oltre che i demoni Lister. Prima di morire fa in tempo a baciare Cordelia e le trasmette il potere delle visioni, infatti ora Cordelia riveste un ruolo essenziale nella lotta di Angel al servizio delle Forze dell'Essere dato che Cordelia è il collegamento tra loro e il vampiro; Cordelia visualizza le minacce di natura paranormale dando a Angel l'opportunità di entrare in azione, ruolo che prima di lei era rivestito da Doyle.
Wesley si trasferisce a Los Angeles e si unisce alla Angel Investigations, col tempo Cordelia abbandona la propria superficialità e inizia ad apprezzare sempre di più la compagnia di Angel e Wesley che in più occasione le hanno salvato la vita, ad esempio quando il demone Barney voleva vendere i suoi occhi di veggente a un'asta, o quando stava per morire partorendo la prole del demone Haxil, oppure quando stava rischiando il collasso cerebrale per colpa del demone Vocah che le aveva fatto perdere temporaneamente il controllo sulle visioni. Ormai Cordelia identifica in Angel e Wesley non solo due persone di cui fidarsi cecamente, ma anche la sua famiglia.

#### Seconda stagione
Cordelia convice Angel ad accettare nel loro gruppo Charles Gunn, teppista di strada e cacciatore di vampiri, già più volte si sono avvalsi del suo aiuto. Il gruppo diventa più disunito a causa della presenza di Darla, il vampiro che in passato generò Angel in un demone nonché sua ex amante, quest'ultimo per via della vicinanza con Darla diventa freddo ed evasivo, allontanandosi sempre di più dagli amici, finché non sceglie di separarsi da loro definitivamente, ritenendo che rappresentando il suo legame con l'umanità, sono per lui soltanto un intralcio.
Decide di dirigere la Angel Investigations solo con l'aiuto di Gunn e Wesley, quest'ultimo ha notato quanto Cordelia sia cambiata, adesso per lei aiutare le persone è diventato lo scopo della sua esistenza, anche a scapito della propria vita privata. Angel salva Cordelia da dei demoni, si è pentito di aver tagliato i ponti con gli amici, e si riconcilia con loro. Tuttavia per Cordelia è stato più difficile perdonarlo, è evidente come lei più di tutti era rimasta ferita dal comportamento di Angel.
Ormai Cordelia è sempre meno interessata a diventare un'attrice, ma inizia a stare male per colpa delle visioni, essendo lei un'umana non può reggere questo potere. Cordelia ha una visione su una ragazza, Fred Burkle, sparita da cinque anni, lei e gli amici indagano e scoprono casualmente che è finita nel regno demoniaco di Pylea. Cordelia accidentalmente evoca da Pylea il demone Landok, quest'ultimo per tornare nel suo regno evoca un portale e ritorna a Pylea ma senza volerlo fa in modo che anche Cordelia venga risucchiata dal portale. Angel, Wesley e Gunn raggiungono Pylea accompagnati dal demone Lorne il quale è originario del quel regno demoniaco, tentano di portare in salvo la ragazza. Cordelia incontra per caso Fred, la quale per anni è stata una schiava a Pylea, infatti gli umani sono considerato creature inferiori in questo piano dimensionale, sono i demoni a comandare.
Viene eletta monarca del regno da Silas, il capo del Consiglio di Trombli, quando i demoni scoprono che è una veggente, infatti credono che Cordelia sia "Il Maledetto" una sorta di messia che secondo le leggende avrebbe governato su Pylea come collegamento con le Forze dell'Essere. In realtà Silas mira a ucciderla quando lei si concederà al guerriro Groosalugg e quest'ultimo assorbirà le visioni, tuttavia Cordelia e Groosalugg si innamorano a prima vista, Angel, Wesley e Gunn aiutano gli umani a ribellarsi ai demoni sconfiggendo il Consiglio di Trombli. Silas tenta di uccidere gli schiavi umani ma Cordelia lo uccide.
Anche se Cordelia ha capito che le visioni potrebbero ucciderla in futuro, non vuole rinunciare a questo potere perché sente che solo tramite esso lei può aiutare le persone che ne hanno bisogno. Prima di ritornare a Los Angeles con gli amici, Cordelia abolisce la schiavitù a Pylea ed elegge Groosalugg come nuovo monarca del regno.

#### Terza stagione
Angel si è innamorato di Cordelia, ma lei, pur ricambiandolo, essendo troppo abituata a vederlo come un amico, non capisce la vera natura dei sentimento che il vampiro nutre per lei. Darla aspetta un figlio da Angel, muore per darlo alla luce e nasce il piccolo Connor, fin da subito Cordelia e i suoi amici si danno da fare per aiutare Angel a crescre il figlio. Cordelia si affezionata tantissimo al bambino, rivestendo quasi il ruolo di figura materna.
Cordelia non ha più la forza di sostenere le visioni, per tanto tempo aveva nascosto agli amici le sue pessime condizioni di salute, infatti il suo cervello sta collassando, finisce in coma quando le viene mostrata un'altra visione che lei non può sopportare. Sul piano astrale incontra Skip, un demone che lavora per le Forze dell'Essere il quale, per salvare Cordelia, si offre di riavvolgere il tempo in modo che lei non incontrasse Angel una volta trasferitasi a Los Angeles, in questo modo cancellerà gli eventi che l'avevano portata a diventare una veggente non dovento ricevere il potere che le è stato fatale.
Anche se in questa realtà Cordelia è diventata un'attrice famosa come aveva sempre sognato, capisce che aiutare Angel è lo scopo della sua vita, chiede a Skip di riprestinare la linea temporale e di trasformarla in una creatura parzialmente demoniaca, così che possa finalmente reggere il potere delle visione senza che esse possano nuocerla. Groosalugg fa la sua comparsa a Los Angeles avendo rinunciato al titolo di monarca ora che a Pylea è stata istituita la Repubblica, vuole stare con Cordelia, e due si mottono insieme, anche perché Cordelia assume una pozione che le permetta di consumare il rapporto sessuale anche senza che Groosalugg assorba il potere delle visioni.
Daniel Holtz rapisce Connor e lo porta con sé nella dimensione demoniaca di Quor'toth, Cordelia dà il suo conforto a Angel che ha perso il suo bambino, aveva anche provato a usare la magia nera per riaverlo indietro. Tuttavia per via della magia usata da Angel, si apre un portale che collega il loro mondo a Quor'toth dal quale fuoriescono i demoni Sluk che Cordelia però, usando il potere della luce, elimina tutti. Dal portale fuoriesce anche Connor, divenuto un adolescente, dato che il tempo a Quor'toth scorre in modo diverso, il ragazzo è aggressivo e carico di rabbia, ma Cordelia, usando nuovamente il potere della luce, riesce a sopprimere la collera di Connor avendo eliminato il potere residuo di Quor'toth che era in lui, era quello che animava la sua aggressività.
Groosalugg lascia Cordelia quando capisce che il suo cuore appartiene a Angel, a quel punto la ragazza telefona al vampiro chiedendole di raggiungerla in una spiaggia a Malibù in modo da chiarire i loro reciproci sentimenti. Ma prima di raggiungere il luogo stabilito, Skip promuove Cordelia a un piano superiore, il potete della luce che lei aveva usato è la conferma che è diventata una delle Forze dell'Essere avendo dimostrato la propria nobiltà d'animo perché, oltre a non sottrarsi alla responsabilità di diventare una veggente, pur di controllare questo potere ha scelto di trasformarsi in un demone. Le Forze dell'Essere la vogliono con loro e lei abbandona la Terra con il rimpianto di non aver mai detto a Angel di amarlo.

#### Quarta stagione
Cordelia, trascorsi alcuni mesi dalla sua evoluzione in una delle Forze dell'Essere, si annoia nella dimensione celestiale dove ora dimora, torna quindi sulla Terra da umana, ricongiungendosi con i suoi amici, che però in sua assenza hanno venduto la casa di Cordelia dopo averle pagato per un po' l'affitto. Cordelia, tornata umana, ha perso ogni ricordo sulla propria identità, si lega a Connor che inizia a infatuarsi di lei, ma la donna capisce istintivamente di provare qualcosa per Angel.
Lorne usa su Cordelia un incantesimo per restituirle la memoria, ma Cordelia cambia, è diventata distante, spietata e subdola. Ferisce il cuore di Angel rifiutando il suo amore, inoltre seduce Connor facendo sesso con lui. Cordelia evoca il potente demone chiamato la Bestia che dirama terrore su tutta Los Angeles, la Bestia le dona anche un pugnale fatto con le sue stesse ossa che Cordelia usa per uccidere Lilah Morgan, l'amante di Wesley. Angel uccide la Bestia proprio usando il pugnale che il demone aveva donato a Cordelia.
Annuncia a tutti la propria gravidanza, infatti aspetta un bambino da Connor, in effetti la gravidanza di Cordelia in pochi giorni raggiunge uno stadio molto avanzato. Cordelia cade in una trappola di Angel il quale capisce che quella non è lei, ma solo il suo corpo, manovrato da un'entità malvagia. Wesley uccide Skip il quale aveva manipolato Cordelia dato che era complice di questa entità maligna, che si rivela una delle Forze dell'Essere: l'entità ha manipolato gli eventi, in modo che Cordelia ottenesse il potere delle visioni e la conseguente promozione da parte delle Forze dell'Essere in una di loro, così che unirsi a Cordelia quando lei era stata promossa nella dimensione celestiale. Infatti quando Cordelia è tornata sulla Terra l'entità l'aveva seguita rimanendo dormiente in lei, ma Lorne quando aveva usato l'incantesimo della memoria ha risvegliato l'entità che si è impadronita di Cordelia.
L'entità maligna ha sedotto Connor affinché quest'ultimo ingravidasse il corpo di Cordelia, l'entità abbandonerà il corpo della donna quando partorirà, infatti il bambino che sta per nascere è proprio l'entità stessa che avrà un'essenza fisica che sarà tutta sua. Dopo il parto l'entità si manifesta con le sembianze di una donna che prende il nome di Jasmine, mentre Cordelia, come Skip aveva predetto, cade in un coma profondo. Jasmine intende dominare il mondo grazie al proprio potere che induce chiunque ad amarla non appena entra in contatto con la gente, tutta Los Angeles le giura devozione, Cordelia diventa una figura venerata come la madre della Dea.
Angel e Fred prelevano da una Cordelia ancora in coma il suo sangue, e lo usano su Wesley, Lorne e Gunn spezzando il maleficio che li spingeva a venerare Jasmine, infatti Angel aveva dedotto che, essendo stata Cordelia a generare il corpo fisico di Jasmine, il loro sangue è compatibile. Curiosamente Jasmine, anche quando scopre che il sangue di Cordelia annulla il suo potere, continua a prendersi cura di lei senza farle del male, Wesley ipotizza che Jasmine, a livello istintivo, nutra paura nei confronti di Cordelia.
Connor uccide Jasmine, infine porta Cordelia in un centro commerciale minacciando di morire insieme a lei e a tutti gli ostaggi lì presenti con una bomba, ma Angel riesce a impedirglielo. Angel assume la direzione dello studio legale Wolfram & Hart che si sobbarcherà la responsabilità di tenere Cordelia sotto osservazione in ospedale in attesa di studiare una cura per svegliarla dal coma.

#### Quinta stagione
Cordelia si sveglia dal coma, con Angel e Wesley che la portano via dall'ospedale, felici di riabbracciarla, insieme ai loro amici. Cordelia ammette che purtroppo ha conservato ogni ricordo del periodo in cui Jasmine l'aveva posseduta, Wesley tuttavia la perdona per la morte di Lilah. Cordelia aiuta Angel a sconfiggere Lindsey McDonald, la donna disattiva il dispositivo che lui voleva usare contro Angel. Quella in reatà non è Cordelia, ma solo la sua essenza, lei è morta e non si è mai risvegliata dal coma, le Forze dell'Essere le dovevano un favore e le hanno permesso di vivere un'ultima avventura con i suoi cari amici, Cordelia prima di scomparire rivolge per l'ultima volta a Wesley delle parole affettuose e infine bacia Angel con il rammarico di non potergli più stare vicino e lui la ringrazia per l'aiuto che gli ha dato. Cordelia diventa una delle Forze dell'Essere continuando a vegliare su Angel pronunciando le parole «Ti terrò d'occhio».
Angel nel finale della serie entra nel Circolo della Spina Nera, una setta segreta che progettava di preparare un'Apocalisse, è stato un espediente per individuarne i membri e ucciderli tutti con l'aiuto dei suoi amici: era stata Cordelia a rivelargli dell'esistenza del Circolo della Spina Nera quando lo aveva baciato trasmettendogli alcune delle sue visioni.
Nella serie a fumetti Angel: Dopo la caduta Cordelia come proiezione astrale continua ad apparire a Angel nel momento di maggior sconforto, mettendo in evidenza come lei rappresenta simbolicamente una guida per lui. Angel si fa aiutare da un drago a cui involontariamente dà il nome di Cordelia.

## Poteri e abilità
Inizialmente Cordelia è un normale essere umano senza alcun potere sovrannaturale e per le prime tre stagioni di Buffy gioca essenzialmente il ruolo della vittima, sebbene progressivamente divenga più attiva nella caccia ai vampiri imparando come difendersi. Essendo stata una cheerleader, Cordelia dispone di abilità fisiche non indiscrete, essendo la stessa attrice un'ottima atleta e ginnasta, tra cui spiccano dei riflessi incredibili; per via di tale caratteristica la ragazza dimostra di essere predisposta alla mimica dei movimenti, dunque già nella terza stagione di Angel dà prova di aver imparato a combattere semplicemente osservando i movimenti fatti dal vampiro e replicandoli alla perfezione. Tramite lo stesso principio apprenderà la scherma divenendo un'ottima spadaccina.
In Morte di un eroe, Cordelia riceve il potere di chiaroveggenza di Doyle quando questi la bacia in punto di morte. Tale potere consente alla donna di avere visioni confuse che l'ammoniscono del pericolo che incombe su una persona o dell'avvento di imminenti disastri demoniaci. Ad ogni modo le visioni le provocano un progressivo tumore al cervello in quanto destinate non a un umano ma ai demoni, per porre fine all'agonia dunque, Cordelia si fa tramutare in una mezza-demone dal demone Skip. A seguito della trasformazione la ragazza diviene immune agli effetti collaterali delle sue visioni, le quali divengono perfino più chiare e dettagliate, al punto che Cordelia comprendere le emozioni degli altri e, soprattutto il dolore delle persone nelle sue visioni, addirittura Cordelia riesce a proiettare la propria coscienza nelle visioni vedendo come si evolgono gli eventi.
Come creatura parzialmente demoniaca acquisisce anche il potere della levitazione che però si applica solo verticalmente, Cordelia non è infatti in grado di muoversi nell'aria o spostarsi in altre direzioni. Il suo potere demoniaco la evolve in una delle Forze dell'Essere, tanto che acquisisce il potere della luce che le consente di eliminare le forze demoniache.
A seguito della sua morte Cordelia dimostra di poter apparire sotto forma di proiezione astrale ad Angel, tale capacità è un dono fattole dalle Forze dell'Essere a causa del destino subito per via del legame con loro. Tale potere viene mostrato solamente una volta nella serie (in Bentornata) tuttavia più avanti in Angel: After the Fall, la ragazza dà prova di poter comparire al vampiro ogni volta che questi necessiti la sua consulenza per prendere la giusta decisione.

## Evoluzione
Cordelia è uno dei personaggi che più è cambiato di tutti quelli presenti nel Buffyverse; la ragazza infatti si è evoluta drammaticamente nel corso delle due serie. Da un'egocentrica maniaca della moda a una persona la cui vita è dedicata ad aiutare gli altri. Quando viene introdotta per la prima volta Cordelia non sente alcun desiderio di diventare una persona migliore, ma dopo aver subito il rifiuto e la derisione dei suoi amici originali, supera la sua mancanza di profondità. Quando muore è una persona con una forte fiducia in sé e con una grande compassione per tutti coloro che soffrono, che rimpiazzano l'arroganza e la vanità della sua adolescenza. Grazie a queste virtù ottiene con merito il titolo di "Campione".

## Concezione e casting
Cordelia fu originariamente destinata a servire da contraltare drammatico alla protagonista della serie, Buffy Summers. Adattando il concetto del film a una serie televisiva Whedon decise di reinventare il personaggio di Buffy. La superficiale cheerleader del film del 1992, come interpretata da Kristy Swanson, era cresciuta in una Buffy più matura e di mentalità più aperta. Buffy ora si identificava con i fuoricasta sociali come Willow e Xander. In conseguenza di ciò Cordelia Chase venne creata per impersonificare i tratti della Buffy superficiale. Nonostante fosse una tipica superficiale valley girl, l'attrice Charisma Carpenter sentiva che la Cordelia delle prime stagioni non fosse comunque "monodimensionale", né che fosse "superficiale quanto la pensava la gente". Allo stesso tempo la Carpenter era critica del suo ruolo frequente di damigella in pericolo. David Greenwalt, cocreatore e produttore esecutivo di Angel descrive Cordelia nel suo periodo in Buffy come un "personaggio in parte superficiale, in parte vanesio e in parte egocentrico, ma che [a] era vivace e onesto e che diceva quello che pensava". In effetti anche quando non era ancora diventata superumana, mostrò molto risolutezza.
Charisma Carpenter si era preparata per fare il provino per il ruolo di Buffy, ma arrivò tardi all'audizione e invece fece quello per Cordelia. Essendo arrivata vestita in modo casual per il ruolo di Buffy, che credeva "avrebbe potuto essere lei stessa", si sentì impreparata a provare la parte di Cordelia, perché questa era "decisamente un personaggio per cui ci dovrebbe vestire". Sebbene ebbe solo quindici minuti per prepararsi, i produttori furono "davvero responsivi" all'audizione di Carpenter e quando lasciò lo studio si sentiva fiduciosa di ottenere la parte. Dopo l'audiozione di Carpenter, l'attrice Sarah Michelle Gellar, a cui era stato inizialmente offerto il ruolo di Cordelia, venne richiamata per fare il provino nel ruolo di Buffy. Per la parte di Cordelia venne scelta per prima Bianca Lawson, che però rifiutò la parte a causa di precedenti obblighi contrattuali. La Lawson comparve comunque nella seconda stagione di Buffy, come la cacciatrice di vampiri Kendra. La Carpenter, orgogliosa della crescita del suo personaggio nelle due serie, ha dichiarato di non invidiare la Gellar per aver ottenuto la parte di Buffy al suo posto.